# 江藤正基
江藤 正基（えとう まさき、1954年2月26日 - ）は、日本のレスリング選手。鹿児島県鹿児島市出身。鹿児島県商工高等学校（現在の樟南高等学校）卒業。

## 概要
高校卒業後、自衛隊体育学校に入る。1975年、全日本選手権フリースタイル57kg級で3位入賞。1978年、全日本選手権で準優勝。1979年、全日本選手権で2年連続の準優勝。1980年、フリースタイルからグレコローマンに転向。全日本選手権でまた準優勝。1982年、全日本選手権で2年ぶりの準優勝。1983年、日本選手権で初優勝。世界選手権では金メダルを獲得。1984年ロサンゼルスオリンピックレスリンググレコローマン57kg級に出場し、銀メダルを獲得した。同年、全日本選手権でも2連覇を達成している。
引退後は後進の指導に尽力し、日本レスリング協会理事などの要職を歴任。また、自衛隊体育学校においては自衛隊体育学校総務課渉外広報室長などを務めた。

## 主な受賞歴
- 朝日体育賞（1983）